# Idiocera jucunda
Idiocera jucunda (лат.) — вид комаров-болотниц. Распространён в Европе (Австрия, Германия, Польша, Румыния, Словакия, Франция, Чехия, Швейцария) и Северной Африке (Марокко).
Длина тела взрослого насекомого 4,5—7,5 мм, длина крыла 4,5—7 мм. Имеет большое сходство Idiocera paulsi, от которого отличается главным образом присутствием пятна в развилке жилок крыла — M1+2-M3; пятно у Idiocera paulsi отсутствует.